# Franck Kom
Franck Kom (Douala, 18 de setembro de 1991) é um futebolista profissional camaronês que atua como volante.

## Carreira
Franck Kom representou o elenco da Seleção Camaronesa de Futebol no Campeonato Africano das Nações de 2015.